# Oediopalpa basalis
Oediopalpa basalis es una especie de insecto coleóptero de la familia Chrysomelidae descrita en 1858 por Baly.